# Donji Boganovci
Donji Boganovci su naseljeno mjesto u općini Bugojno, Federacija Bosne i Hercegovine, BiH.

## Stanovništvo

### 1991.
Nacionalni sastav stanovništva 1991. godine, bio je sljedeći:
ukupno: 184
- Hrvati - 184 (100%)

### 2013.
Nacionalni sastav stanovništva 2013. godine, bio je sljedeći:
ukupno: 108
- Hrvati -  103 (95,37%)
- Bošnjaci - 5 (4,63%)